# Gottschea stratosa
Gottschea stratosa är en bladmossart som beskrevs av Mont.. Gottschea stratosa ingår i släktet Gottschea och familjen Schistochilaceae. Inga underarter finns listade i Catalogue of Life.